# Yumi Tomei
Yumi Tomei (東明 有美, Tōmei Yumi, Gifu, 1 juni 1972) is een Japans voormalig voetbalster.

## Carrière
Tomei speelde voor onder meer Iga FC Kunoichi.
Zij nam met het Japans vrouwenvoetbalelftal deel aan de wereldkampioenschappen in 1995, 1999 en Olympische Zomerspelen in 1996. Zij speelde op het WK 1995 twee wedstrijden en Japan werd uitgeschakeld in de eerste knock-outronde. Zij speelde op de Olympische Zomerspelen in 1996 en op het WK van 1999 alle wedstrijden.

## Statistieken
| Japans vrouwenvoetbalelftal | Japans vrouwenvoetbalelftal | Japans vrouwenvoetbalelftal |
| Jaar                        | Wed.                        | Dlp.                        |
| --------------------------- | --------------------------- | --------------------------- |
| 1993                        | 2                           | 2                           |
| 1994                        | 6                           | 0                           |
| 1995                        | 8                           | 3                           |
| 1996                        | 9                           | 0                           |
| 1997                        | 6                           | 1                           |
| 1998                        | 6                           | 0                           |
| 1999                        | 6                           | 0                           |
| Totaal                      | 43                          | 6                           |